# Zink-Pyrithion
Zink-Pyrithion (INN) ist das Zinksalz des Pyrithion (Pyridin-2-thiol-1-oxid). Es ist ein farbloser Feststoff mit antimykotischen und antibakteriellen Eigenschaften. Es ist unter mehreren chemischen und Handelsnamen bekannt, wurde in den 1930er Jahren erstmals beschrieben und findet umfangreiche Verwendung vor allem in Industrie und Kosmetik.

## Darstellung
Zink-Pyrithion wird ausgehend von 2-Chlorpyridin dargestellt. Der größte Hersteller von Zink-Pyrithion ist Arch Chemicals (Lonza Group).

## Eigenschaften
Zink-Pyrithion ist chemisch inkompatibel mit Anstrichmitteln, die zum Aushärten auf Metallcarboxylat basieren. Bei Verwendung in Acrylfarbe auf Wasserbasis ist bei hohem Eisengehalt im Wasser ein Bindemittel für die Eisenionen nötig. Zink-Pyrithion wird nur langsam von Ultraviolettstrahlung zersetzt, wodurch es jahrelang auch direkte Sonnenbestrahlung aushält. Dies und die bisher nur teilweise verstandenen biologischen Wirkungen, die sich auf Genetik und Stoffwechsel vieler pflanzlicher wie tierischer Zellarten erstrecken, stellen je nach Situation eine erwünschte Wirkung oder eine unerwünschte Nebenwirkung dar.

## Nutzung

### Medizin
Am bekanntesten ist Zink-Pyrithion für die Anwendung gegen übermäßige Hautschuppen und Pilzbefall. Die medizinischen Diagnosen umfassen dabei seborrhoisches Ekzem und andere Ekzeme, Schuppenflechte (Psoriasis), Fußpilz und andere Formen von Tinea.

### Biozid
Zink-Pyrithion weist eine biozide Wirkung auf:
Durch seine geringe Löslichkeit in Wasser (8 ppm bei neutralem pH-Wert) eignet sich Zink-Pyrithion für die Verwendung in Außenanstrichen und anderen Produkten, die einen Schutz gegen Schimmel bieten. Der pilzhemmende Effekt scheint von seiner Fähigkeit herzurühren, den Stofftransport an der Zellmembran durch das Blockieren der Protonenpumpe, die den Transportmechanismus nährt, zu unterbrechen. Pilze sind in der Lage Pyrithione in niedrigen Konzentrationen zu inaktivieren. Außerdem ist Zink-Pyrithion ein effektives Algizid.
Zink-Pyrithion können auch zur antibakteriellen Behandlung von Schwämmen eingesetzt werden.

## Unerwünschte Wirkungen
Die von einigen Anbietern beworbenen antibakteriellen Eigenschaften des Zink-Pyrithion gegen Krankheitserreger aus der Familie der Streptokokken und Staphylokokken sind unter dem bekannten Vorbehalt zu sehen, der für alle äußeren Anwendungen dieser Art gilt: es kommt zur Verringerung der physiologischen Besiedelung, zur Resistenzentwicklung mit Förderung von MRSA und zur Beeinträchtigung des Säureschutzmantels der Haut.
Während die EU in einer Einstufung von 2002 Zink-Pyrithion noch für human-, veterinär- und umweltmedizinisch unbedenklich erklärt hatte, mahnte die US-amerikanische EPA in einer Beurteilung von 2004, Zink-Pyrithion wirke auch in geringster Konzentration (ppb) als starkes Gift auf Fische, wirbellose Tiere und Wasserpflanzen in Süß- und Salzwasser. Es sei möglich, dass diese Verbindung als endokriner Disruptor hormonartige Nebenwirkungen entfalte, deswegen bestehe weiterer Forschungsbedarf. Angesichts des Einsatzes der Verbindung als wuchshemmender Schutzanstrich im Schiffsbau wurden diese Bedenken wiederholt.
In primärer Hautzellkultur induziert Zink-Pyrithion eine massive Expression von Hitzeschockproteine-codierenden Genen in Keratinozyten und Melanozyten, was zu Poly(ADP-ribose)-Polymerase 1-abhängigem ATP-Mangel und nekrotischem Zelltod führen kann. Die Verbindung verringert schon im nanomolaren Konzentrationsbereich die genetische Integrität auch von wichtigen Zellen des Immunsystems (Thymozyten, Lymphozyten) in Zellkulturen von Mäusen und Menschen.